# Список бабочек Новой Зеландии

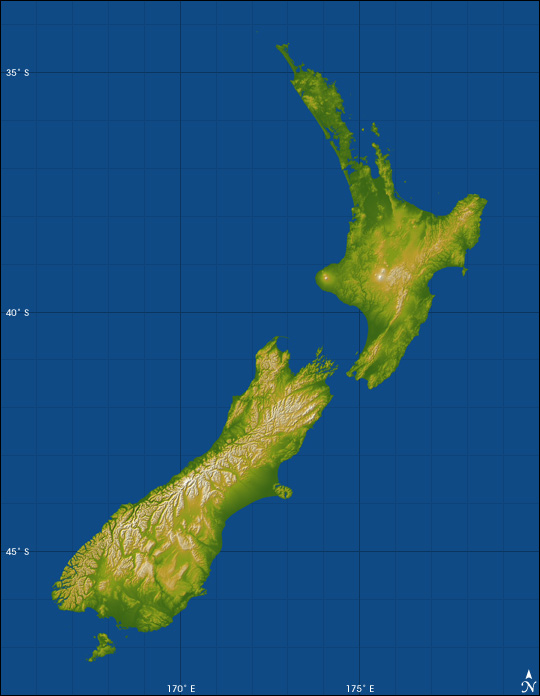
Карта Новой Зеландии

Список бабочек Новой Зеландии состоит из 12 видов-эндемиков, а также нескольких интродуцированных и мигрирующих видов. Бабочки (чешуекрылые) являются третьим по величине отрядом насекомых в Новой Зеландии.

## Охрана природы
О вымирании бабочек после заселения Новой Зеландии человеком известно очень мало. Большинство новозеландских беспозвоночных проживают в лесах, поэтому возможно, что некоторые бабочки вымерли после масштабной их вырубки.

## Редко мигрирующие виды
Помимо редких, но постоянных наблюдений мигрирующих австралийских бабочек, в Новой Зеландии было зарегистрировано несколько других видов.
- Крапивница (бабочка, проживающая в Евразии) была замечена вблизи Линкольнского университета[англ.] в Кентербери[2].
- Graphium choredon (скорее всего, из Австралии) появилсась в Преблтоне 15 марта 2017 года. Вероятно, её принёс ветер[3].
- Papilio xuthus был зарегистрирован в Данидине в 1996 году — куколка на автомобиле, недавно привезённом из Японии. Ещё два наблюдения были сделаны в Окленде в 2011 и 2016 годах, вероятно, после импорта цитрусовых деревьев[4].
- Delias nigrina видели в Вайкая[англ.] (Саутленд) в январе 2010 года — она была спасена из паутины. Её появление также связывают с ветровыми потоками или другими неизвестными факторами[5].
- Papilio polytes был замечен в Уэстшоре[англ.] (пригороде Нейпира) 22 января 2014 года. Экземляр напоминал образцы из Малайзии и Гонконга[6].

Другие виды чешуекрылых, такие как бабочки-павлиноглазки, были замечены схожим образом.

## Список

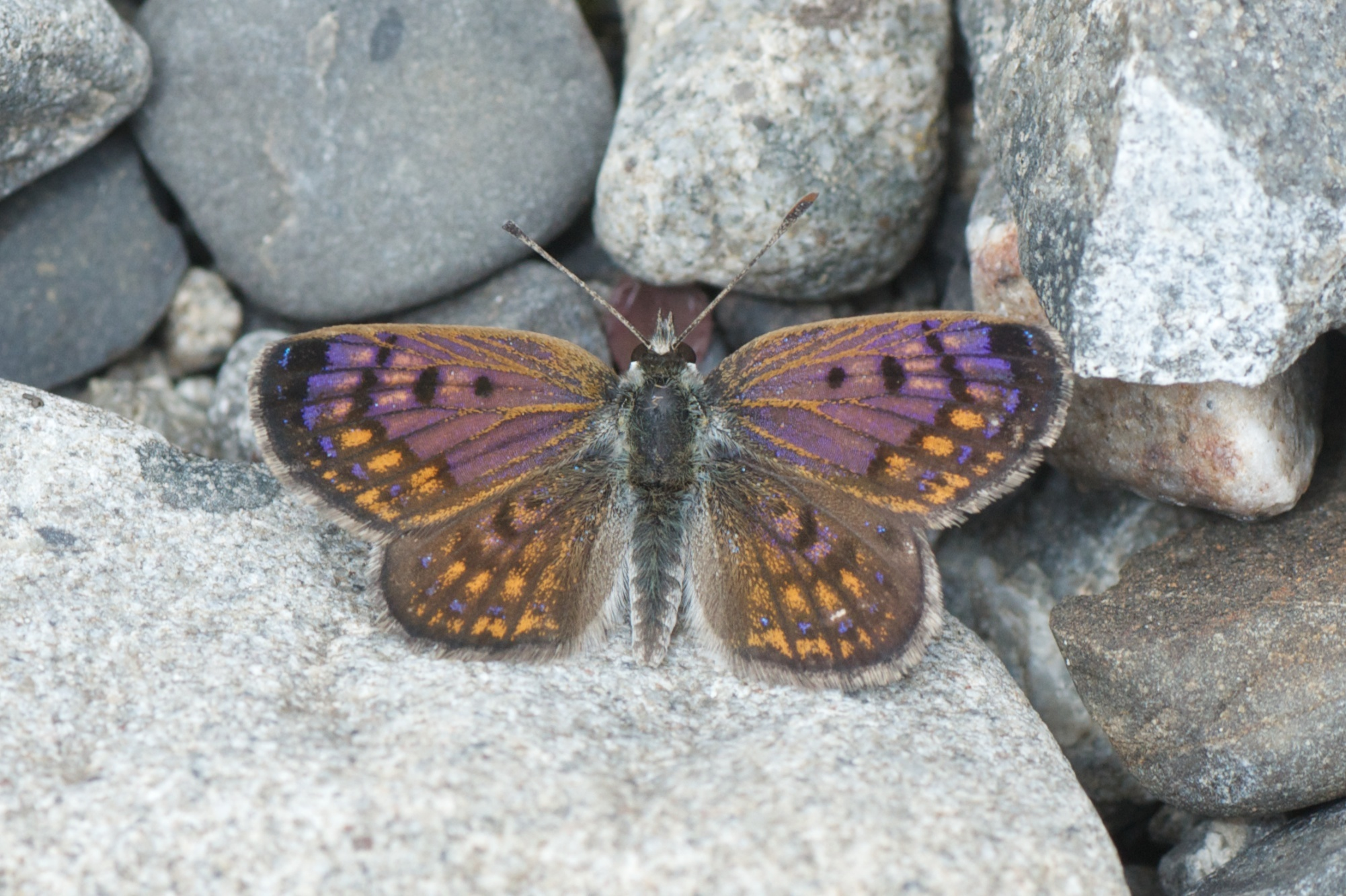
Lycaena boldenarum

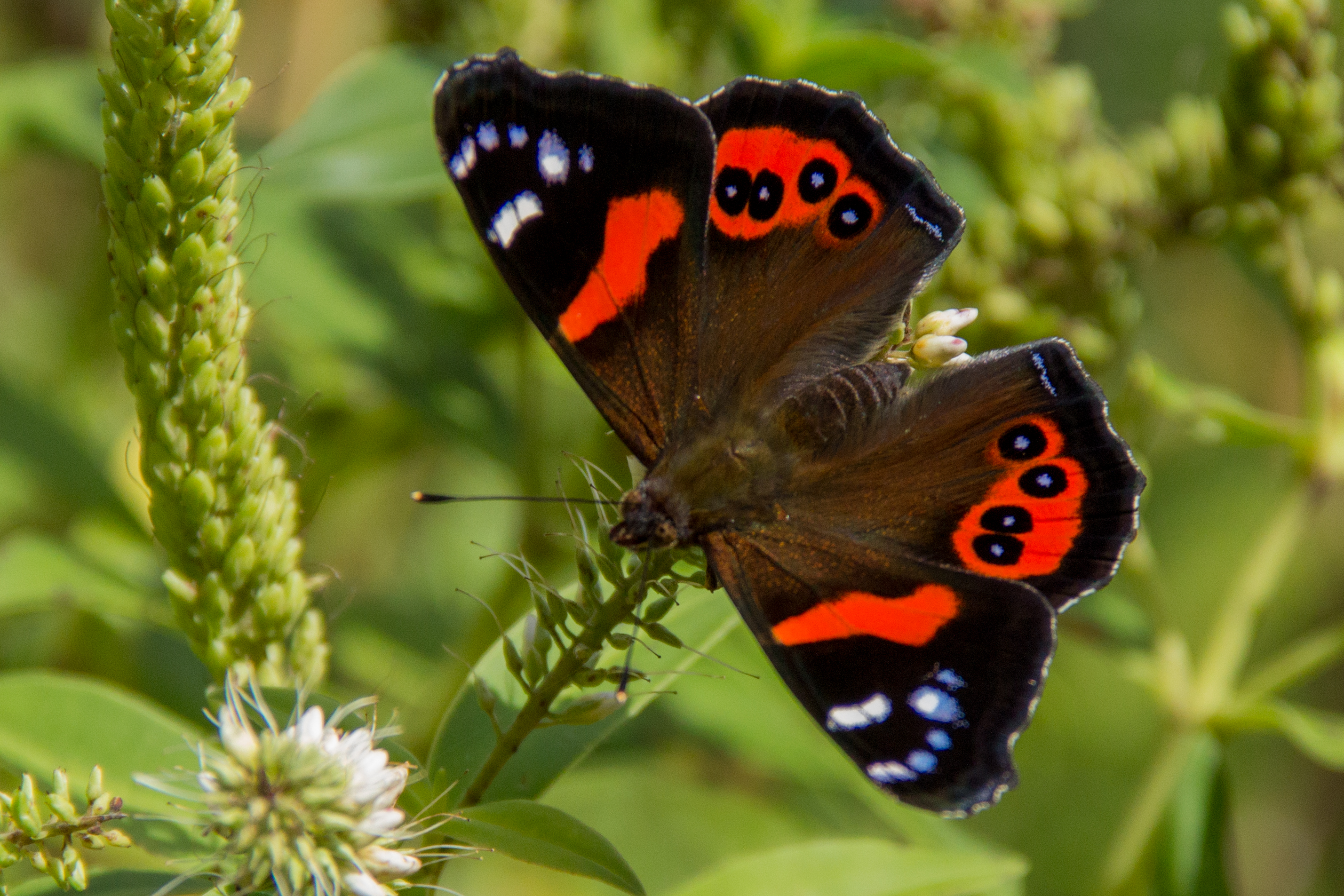
Vanessa gonerilla

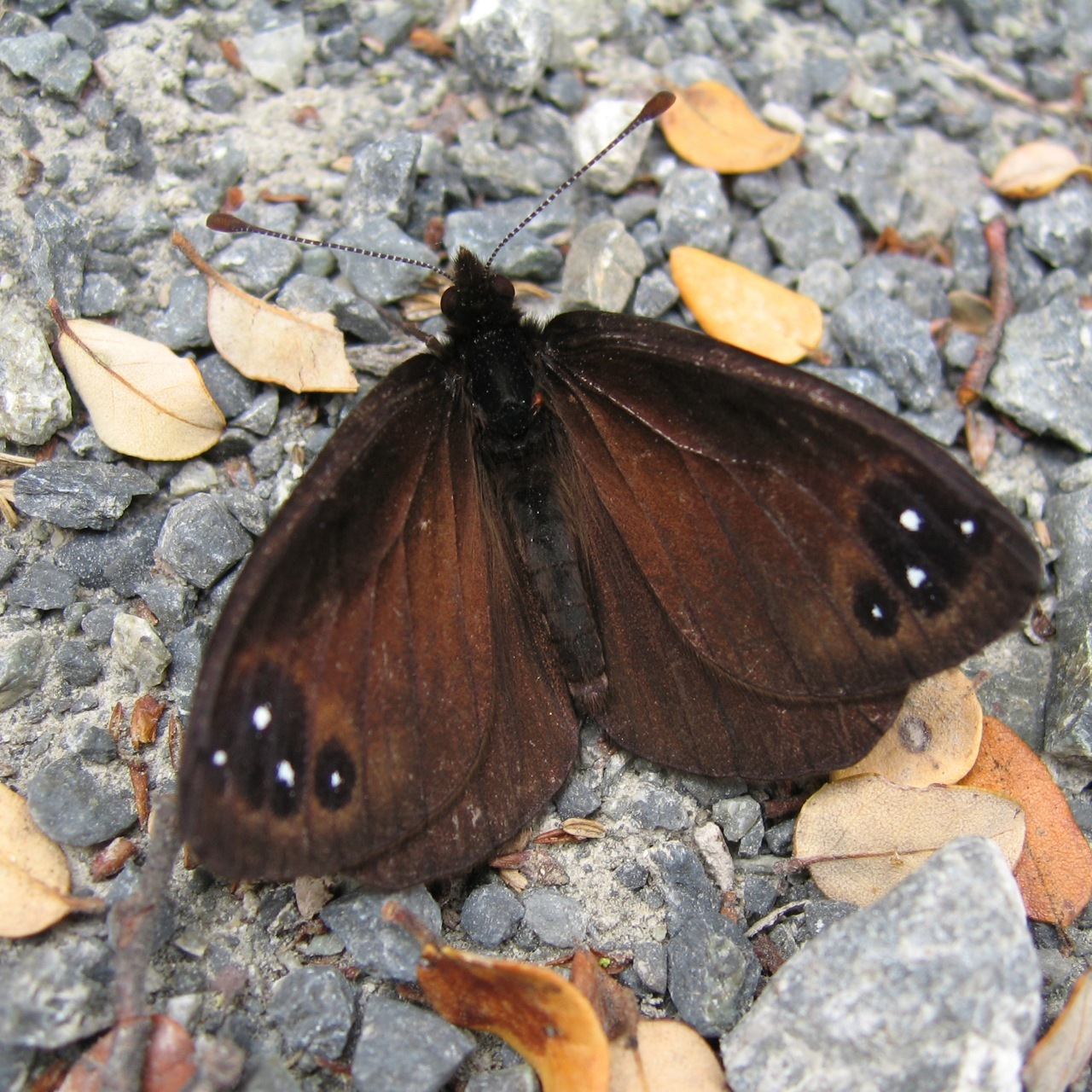
Percnodaimon merula

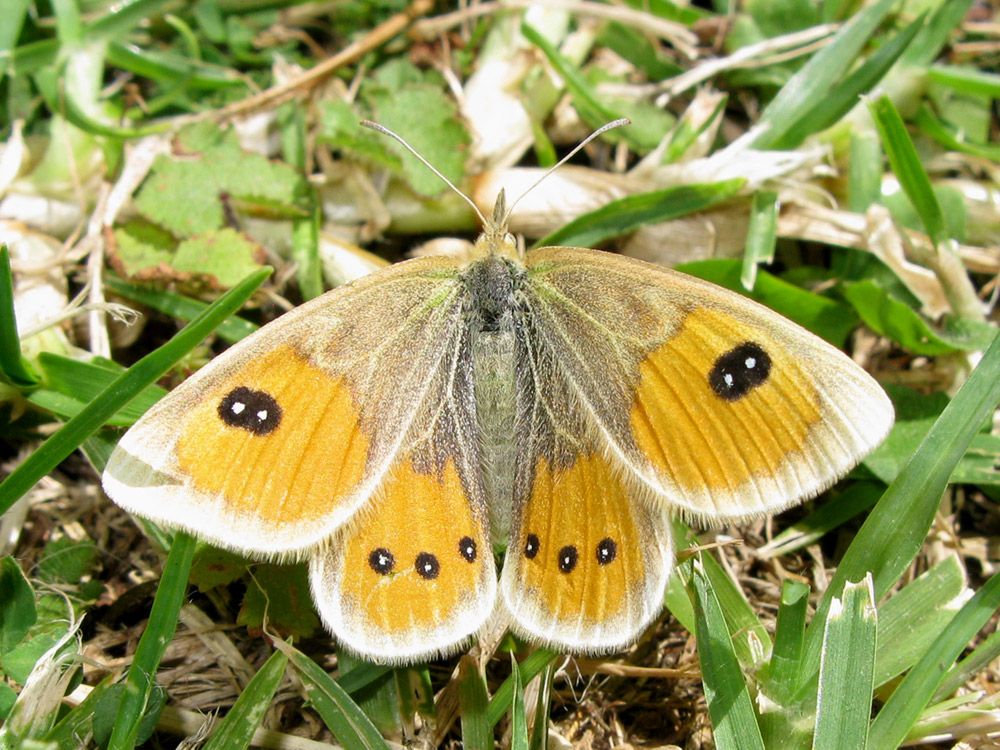
Argyrophenga antipodum

| Вид                                          | Распространение                           |
| -------------------------------------------- | ----------------------------------------- |
| Catopsilia pomona (Fabricius, 1775)          | очень редкий мигрант                      |
| Репница (Linnaeus, 1758)                     | интродуцирован                            |
| Lycaena boldenarum White, 1862               | местный, эндемик                          |
| Lycaena salustius (Fabricius, 1793)          | местный, эндемик                          |
| Lycaena feredayi (Bates, 1867)               | местный, эндемик                          |
| Lycaena rauparaha (Fereday, 1877)            | местный, эндемик                          |
| Голубянка длиннохвостая (Linnaeus, 1767)     | местный                                   |
| Zizina otis labradus (Godart, 1824)          | местный, или, возможно, интродуцированный |
| Zizina oxleyi (C. & R. Felder, 1865)         | местный, эндемик                          |
| Tirumala hamata hamata (MacLeay, 1826)       | очень редкий мигрант                      |
| Данаида монарх (Linnaeus, 1758)              | местный                                   |
| Danaus petilia (Stoll, 1790)                 | редкий мигрант                            |
| Junonia villida calybe Godart, 1819          | очень редкий мигрант                      |
| Hypolimnas bolina nerina (Fabricius, 1775)   | регулярный мигрант                        |
| Vanessa itea (Fabricius, 1775)               | местный                                   |
| Vanessa gonerilla gonerilla(Fabricius, 1775) | местный, эндемик                          |
| Vanessa gonerilla ida (Alfken, 1899)         | местный, эндемик                          |
| Vanessa kershawi (McCoy, 1868)               | регулярный мигрант                        |
| Melanitis leda bankia (Fabricius, 1775)      | очень редкий мигрант                      |
| Percnodaimon merula (Hewitson, 1875)         | местный, эндемик                          |
| Erebiola butleri (Fereday, 1879)             | местный, эндемик                          |
| Dodonidia helmsii (Butler, 1884)             | местный, эндемик                          |
| Argyrophenga antipodum (Doubleday, 1845)     | местный, эндемик                          |
| Argyrophenga harrisi (Craw, 1978)            | местный, эндемик                          |
| Argyrophenga janitae (Craw, 1978)            | местный, эндемик                          |